# トム・ウォーキンショー・レーシング

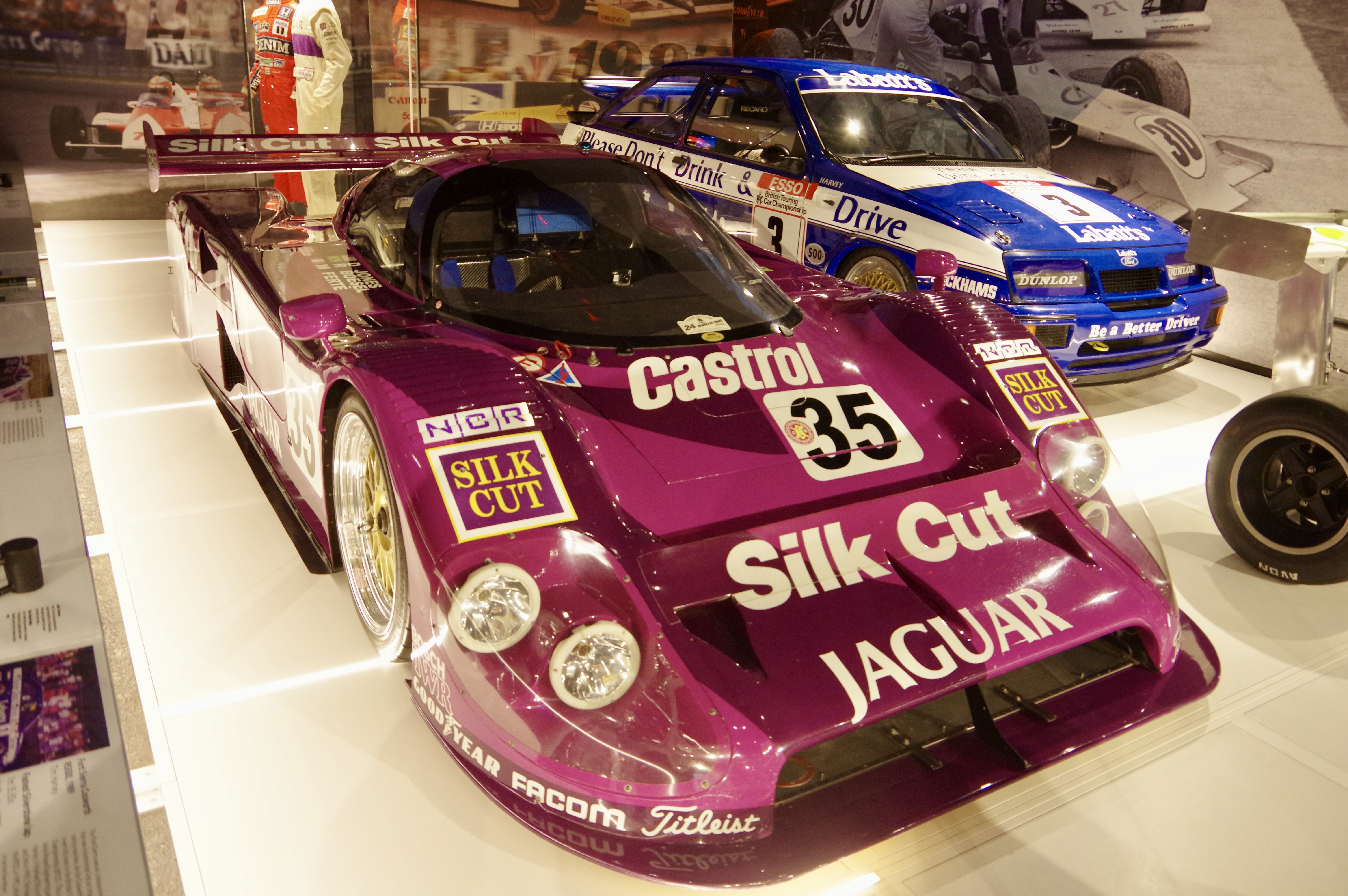
ジャガー・XJR-12

トム・ウォーキンショー・レーシング（Tom Walkinshaw Racing、TWR）は、1976年にイギリスのオックスフォード近郊のキッドリントンでレーサーのトム・ウォーキンショーが設立したレーシングチーム兼エンジニアリング会社。
同社は、マツダやローバーなどのワークスのツーリングカーレースを担当する前、プライベーターでレース参戦していた。その後、1982年にジャガー・XJSでヨーロッパツーリングカー選手権に参加し数々の勝利を収めたことから、ジャガーと最も密接に連携するようになった。関係は続き、1988年にTWR-ジャガーはV12エンジン搭載のジャガー・XJR-9でル・マン24時間レース勝利を収めた。さらに1990年にXJR-12で、ル・マンで再び優勝した。
TWRとジャガーは、ジャガーのロードカーのチューニングバージョンを製造するためにジャガースポーツを設立し、スポーツカーのXJ220およびXJR-15をブロクサムの新しい施設で生産に至った。 1989年にフォードがジャガーを買収したことで、TWRとの関係は薄れ、1994年までにジャガースポーツは清算され、(フォードの傘下にある）アストンマーティンの車の生産のためにブロクサム工場が改修工事された。
TWRは他メーカーとレースでの成功を達成し続け、特に1996年と1997年にポルシェ・WSC95でル・マン24時間レースで連覇を果たした。しかし、2002年にTWRの終焉をもたらしたのは、1996年にF1チームのアロウズを購入したことによるコストが原因だった。
英国の資産と施設はメナードコンペティションテクノロジーズによって買収された。これらの施設はアロウズの他、後にスーパーアグリF1チーム、ケータハムF1チームの本部として使用された。オーストラリアの事業の部分はホールデンに売却された。
2017年10月、アンドレッティ・オートスポーツおよびユナイテッド・オートスポーツの共同経営傘下への売却が発表された。

## 歴史

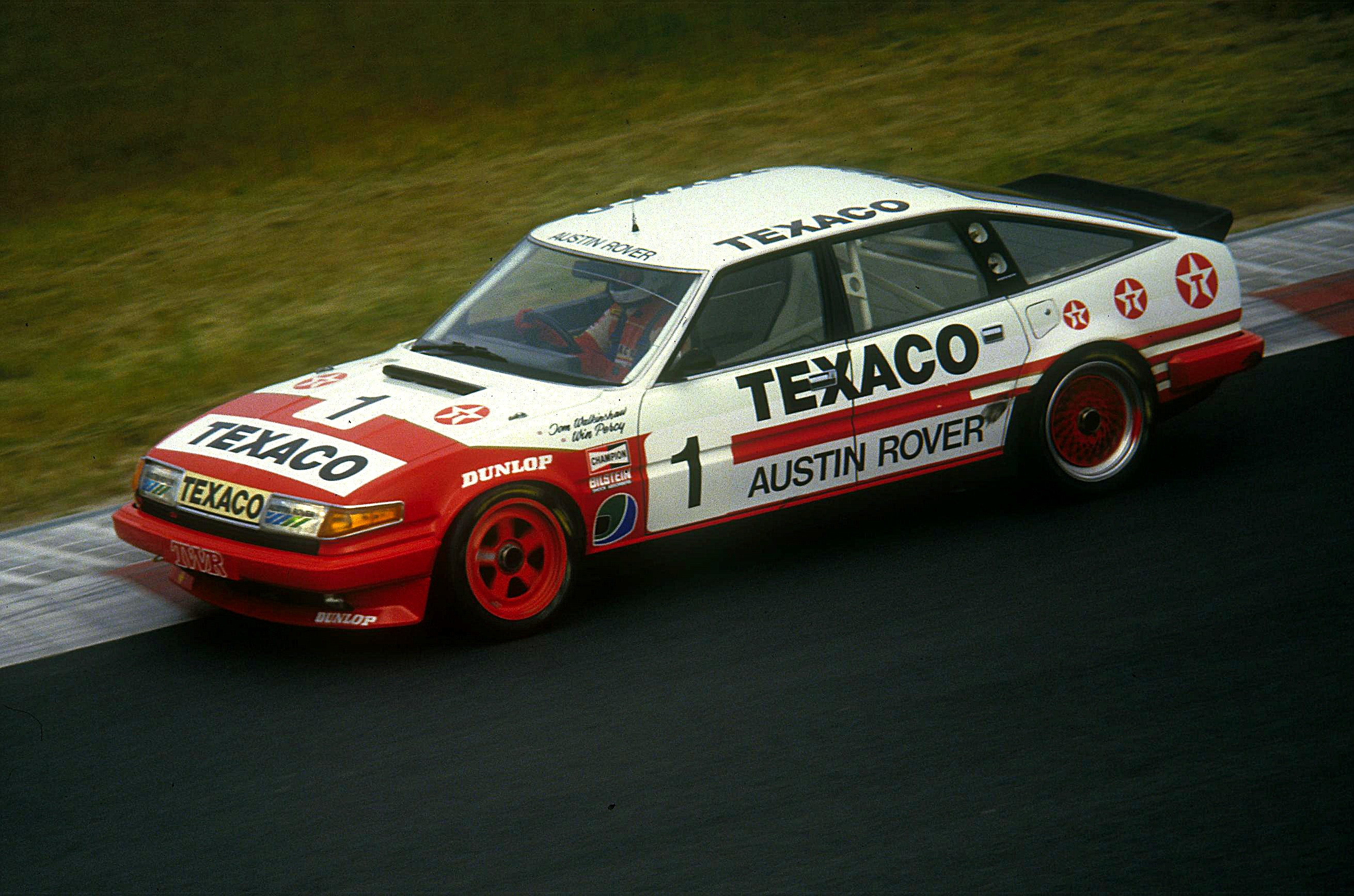
1985年のニュルブルクリンクでのトム・ウォーキンショーとウィン・パーシーのTWRローバー・ヴィテス

TWRはBMW・3.0 CSLをモデファイする所から始まったが、すぐにイギリスツーリングカー選手権（BTCC）でマツダのワークス活動を率いる契約をした。 TWRが開発したRX-7は、ウィン・パーシーがドライブし、1980年と1981年の両方でタイトルを獲得した。ウォーキンショー自身も1981年スパ・フランコルシャン24時間レースで優勝した。
ルネ・メッジにレンジローバーを作成しダカール・ラリーを優勝した後、1982年にTWRはブリティッシュ・レイランドとの提携を開始し、BTCCとヨーロッパツーリングカー選手権（ETCC）の両方にジャガー・XJSとローバー・3500ヴィテスを作成した。

後者のシリーズ（およびフランス選手権）で両方の車が成功したことで、世界スポーツプロトタイプカー選手権（WSPC）とIMSA GTチャンピオンシップ（IMSA）の両方で使用するグループCレース用のジャガー・プロトタイプカーを開発するためのパートナーシップが生まれた。ジャガーの会長であるジョン・イーガンは、1984年にジャガーが民営化された後の計画に熱心であり、スポーツカーレースへの復帰はジャガーに国際市場で必要な後押しを与えると感じた。ボブ・トゥッリウスのレーシングチーム、グループ44が最初にIMSAでジャガーのマシンを走らせ、ジャガーはグループ44（IMSA）とTWR（WSPC）の両方と提携した。しかし、1つのパートナーがWSPCとIMSAの両方で実行できることが明らかになり、1988年にTWRは両方のシリーズで参戦する契約をした。

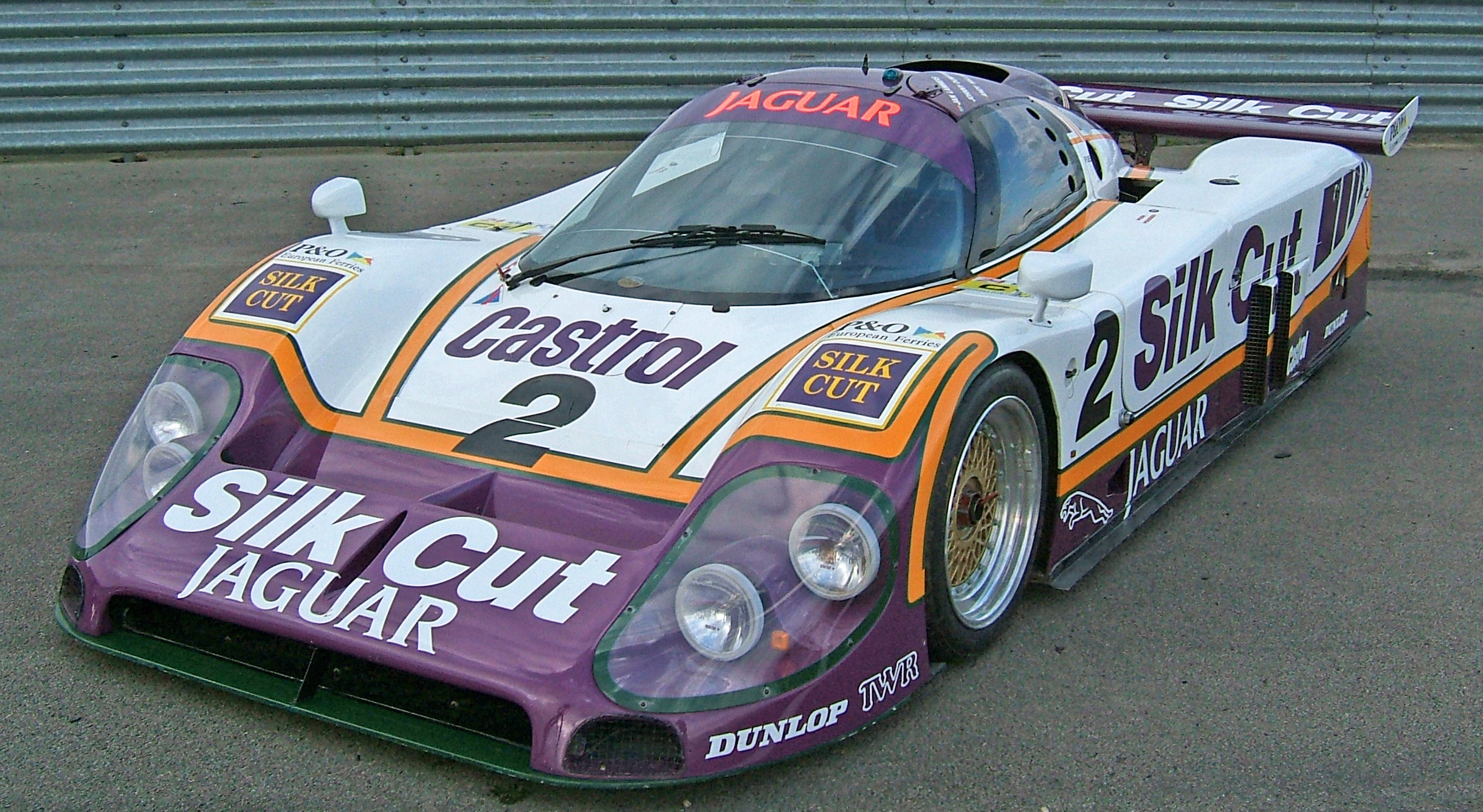
TWRは、シルクカットがスポンサーとなっているXJR-9を使用して、1988年の世界スポーツプロトタイプカー選手権でチーム・ドライバータイトルを獲得した。

TWRジャガーは1987年、1988年、1991年にWSPCで総合優勝し、 1988年と1990年はル・マン24時間レースとデイトナ24時間レースで優勝した。シリーズは1985年にトニー・サウスゲートによって設計されたXJR-6（グループ44は自身が開発したXJR-5とXJR-7を使用）で始まり、シャーシはカーボンファイバーで構築され、パワーはハイチューンしたジャガーV型12気筒エンジンだった。続いて1987年にWSPCで、チームとドライバーで優勝したXJR-8、1988年にWSPCチームとドライバーで2年連続優勝したXJR-9が同年ル・マンで優勝し、1990年に再びル・マンでXJR-12が優勝した。
TWRは、1989年と1990年のシリーズの車であるXJR-10（IMSA用）とXJR-11（WSPC用）用に独自のエンジンを開発し、3.5LツインターボV6エンジンを採用した。 V12エンジンは24時間レース以外にはあまり適していなかった（したがって、XJR-12はル・マンとデイトナ24時間レースに配備されている）。
しかし、ルールの変更により、WSPCはわずか1シーズンで3.5Lのターボチャージャー付きマシンが使用できなくなった為、TWRは1991年にまったく新しいXJR-14を開発した。これはロス・ブラウンが設計したTWR最初のフルカーで、ジャガーレーシングのSWC最終年に開発された。 この車はSWCドライバーズとチームチャンピオンシップの両方で優勝したが、ジャガーは（他の多くのメーカーとともに）不当なルール変更のためにSWCに関心がなくなった。 
1991年のIMSAでは、TWRはXJR-10の後継機であるXJR-16を投入した。 14レースで6勝したにもかかわらず、TWR-ジャガーはより総合力のあった日産に次ぐ2位になった。
ジャガーのスポーツカーレースの最後のシーズンである1992年のIMSAに、XJR-14をアメリカに持ち込んだが、よりタイトで、でこぼこした米国のサーキットに対処するための開発が不足していたため、SWCでの前年の結果を繰り返すことができず、ドライバーズ（デイビー・ジョーンズ）が2位、マニュファクチャラーズで3位になった。
1991年、XJR-14の生産と並行して、TWRは、88年ル・マンで優勝したXJR-9をベースに、選ばれたカスタマー向けに500,000ポンドのXJR-15を開発した。これは、モナコグランプリ、イギリスグランプリ（シルバーストン）、ベルギーグランプリ（スパ・フランコルシャン）でのF1のサポートレースで、独自のシリーズである、ジャガーインターコンチネンタルチャレンジで使用された。優勝ドライバーのアルミン・ハーネは、100万米ドルの賞金を獲得した。この車はまた、TWRによって完全に設計および製造された唯一の公道仕様のロードカーだった。
オーストラリアでは、ウォーキンショー・レーシングがオーストラリアツーリングカー選手権（ATCC）、スーパーカーズ選手権に参加した。これには、ホールデン・レーシングチームおよびHSVディーラーチームがファクトリー支援チームとして参戦した。
TWRは、XJR-14（マツダがスポーツカー世界選手権の最終年にマツダ・MX-R01として改良され使用されていた）をTWR・WSC-95に改良した。ポルシェは1995年にIMSAの突然のルール変更のために撤退することを決定したが、 1996年にヨースト・レーシングによってル・マンにエントリー、優勝した。翌年の1997年のル・マン24時間レースでもこの偉業が繰り返された。
1997年、ニッサン・モータースポーツ・インターナショナル(NISMO)からの依頼で、スポーツカーレースに参戦するための日産・R390 GT1（ベースはXJR-15）の開発を支援した。1998年のル・マン24時間レースにて、日産・R390は4台すべての車でレースを完走、総合3位、5位、6位、10位という成功を収めることができた。

## チームメンバー

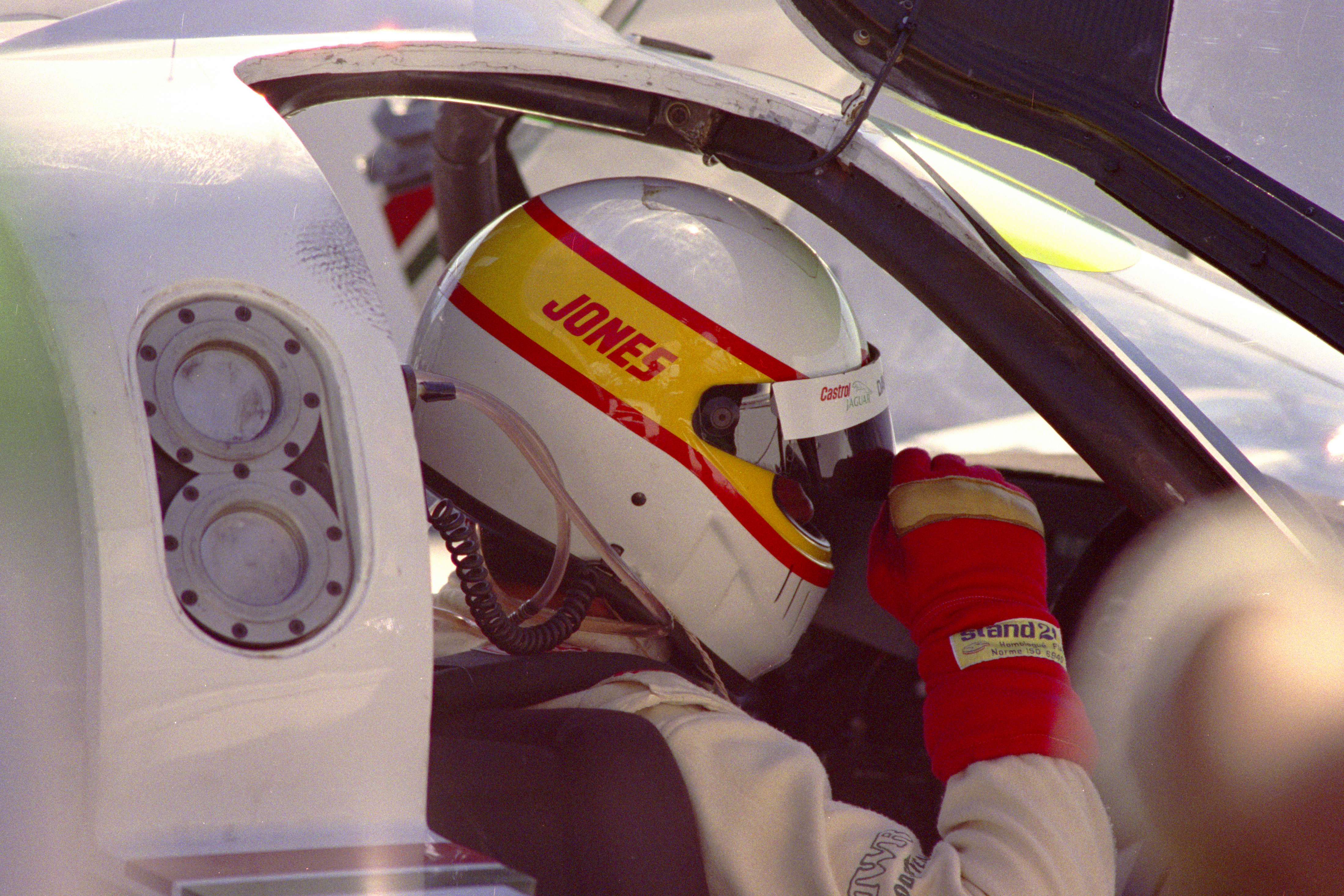
XJR-10のデイビー・ジョーンズ、1990年IMSA、デル・マー

### ドライバー
世界をリードする多くのドライバーと協力した。
- ウィン・パーシー
- マーティン・ブランドル
- ジョン・ワトソン
- アルミン・ハーネ
- スティーブ・ソパー
- ジェフ・アラム
- ジャン＝ルイ・シュレッサー
- ラウル・ボーセル
- デビッド・クルサード
- ヤン・ラマース

- ジョニー・ダンフリーズ
- ラリー・パーキンス
- パトリック・タンベイ
- デイビッド・レズリー
- アンディ・ウォレス
- ジョン・ニールセン
- デイビー・ジョーンズ
- アレクサンダー・ヴルツ
- マヌエル・ロイター
- デレック・ワーウィック

- デビッド・ブラバム
- ミケーレ・アルボレート
- ステファン・ヨハンソン
- トム・クリステンセン など

ラウル・ボーセル（1987）、マーティン・ブランドル（1988）、テオ・ファビ（1991）は、TWR-ジャガーをドライブし、WSPCドライバーズチャンピオンシップで優勝した。 TWRは、1988年にアンディ・ウォレス、ジョニー・ダンフリーズ、ヤン・ラマースでル・マン24時間レースの勝利を収めた。 1990年はブランドル、ニールセン、コブ。 1996年はデイヴィ・ジョーンズ、アレクサンダー・ヴルツ、マヌエル・ロイター。1997年にはミケーレ・アルボレート、ステファン・ヨハンソン、トム・クリステンセンで勝利した。

### 開発スタッフ
ロジャー・シルマン（オペレーションディレクター）トニー・サウスゲート（エンジニアリングディレクター）ロス・ブラウン（エンジニアリングディレクター）を含む多くの著名なモーターレーシングエンジニアがTWRでキャリアを積んだ。イアン・カラムは、1991年から1999年までデザインディレクターを務めていた。 TWRは、TWRデザインディレクターでジャガー・XJR-15のデザイナーでもあったピーター・スティーブンスとも関係があった。

## F1でのTWR
トム・ウォーキンショー・レーシングは1992年から2002年までF1に参加した。

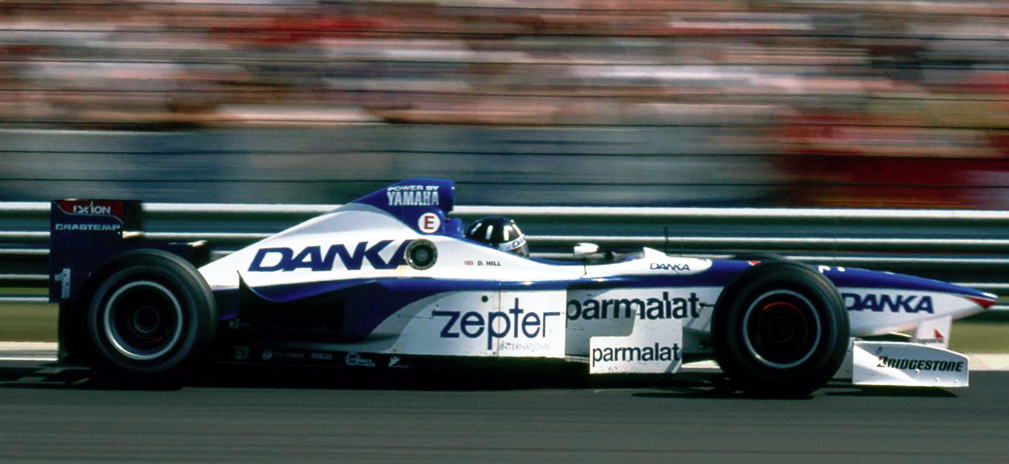
デイモン・ヒル、アロウズ ヤマハ 1997

1991年7月、TWRがベネトンチームの株式35%を取得、ロスブラウンがエンストーン新工場(1990年のレイナード参戦プロジェクトによる遺産)でエンジニアリング業務を運営し、ウォーキンショーはベネトンチームのエンジニアリングディレクターに就任する、というところからスタートし、1994年にミハエル・シューマッハを最初のF1タイトルに導いたマシンの開発に尽力した。
ベネトンチームのボスであるフラビオ・ブリアトーレと連動して、ウォーキンショーは1994年にブリアトーレが買収したリジェチームのその先の完全買収プランを進めるが、結果的にそれは失敗する。
TWRが持つベネトンチームの株式持ち分は、リジェチームの株式の一部(ブリアトーレ買収分)と交換されるが、その後のプロストチームへの影響力へと繋がる。
1996年、アロウズの過半数の株式を取得し、TWRアロウズ(1996-2002)が発足した。
2002年のTWRの倒産により、TWRアロウズも解散した。リーフィールドテクニカルセンターはメナードコンペティションテクノロジーズによって買収された。この施設はプロストの施設として用意されたものであったが、アロウズでの使用の他、買収後はリースされ、スーパーアグリF1チーム、ケータハムF1チームの本部として使用された。

## ロードカー

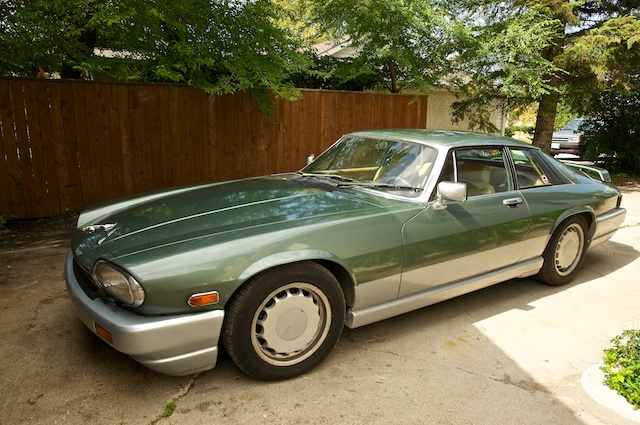
TWR ジャガー・XJR-S

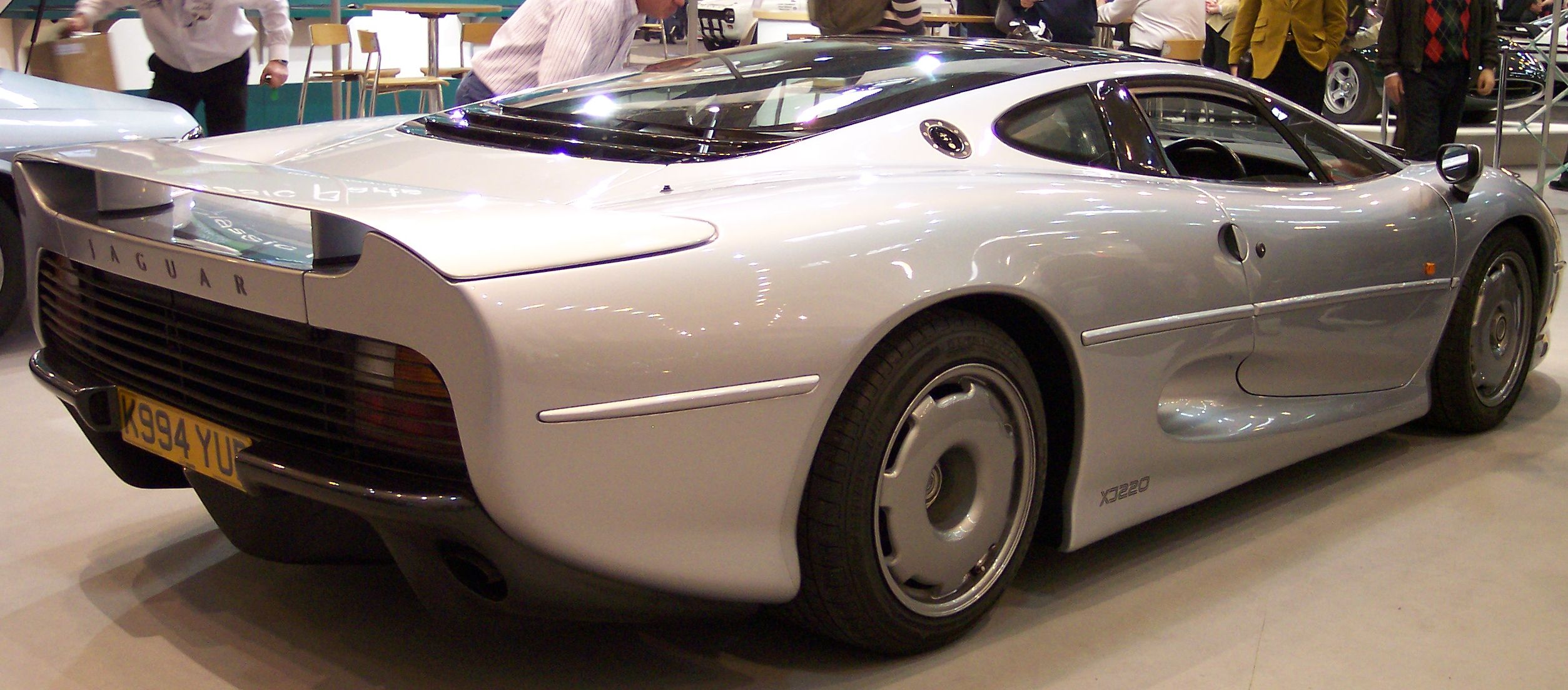
ジャガー・XJ220

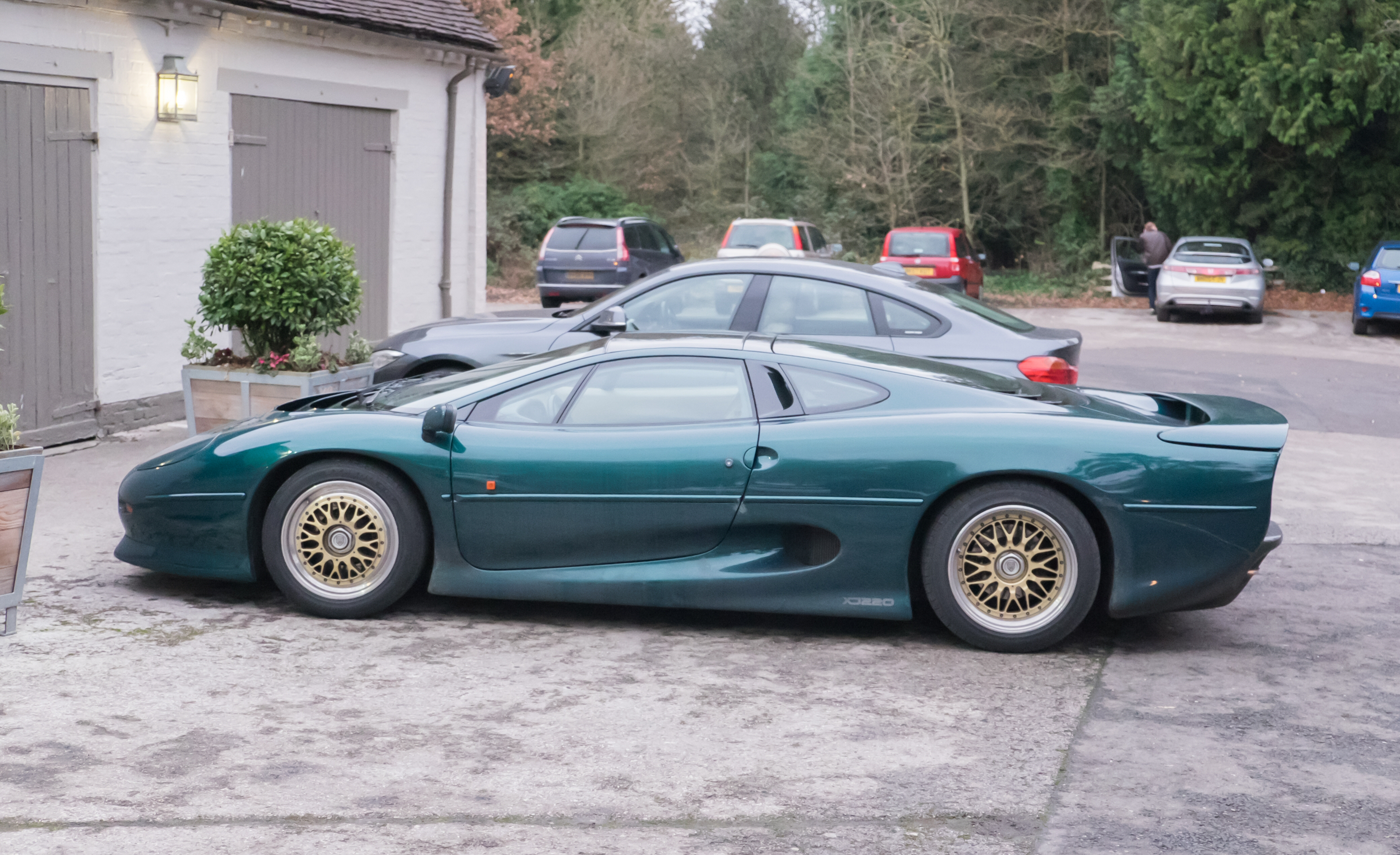
1997 ジャガー・XJ220

TWRは、ジャガー・XJ-Sの大幅にモデファイされたバージョンを開発するために、1984年に「TWRスポーツ」を作った。 XJR-Sになったこの車は、ヨーロッパツーリングカーでのレース経験の恩恵を受け、強化されたサスペンションとブレーキ、チューンされたエンジンと細かい変更、空気力学が改善されている。 TWRスポーツの成功は、1988年に「ジャガースポーツ」と呼ばれる合弁事業（50/50）の設立につながった。ジャガースポーツは当初、ジャガーロードカーのチューニングバージョン（XJR-SクーペとXJRセダン）の製造に重点を置いていた。しかし、ジャガー・XJ220を市販化をという圧倒的な需要により、ジャガースポーツは、オックスフォードシャーのブロクサムに新しい施設が確保され、新しいスポーツカーを設計および開発することが決定された。生産は1990年に始まり、1993年まで続いた。
1988年にル・マンでTWR ジャガーが成功した後、トム・ウォーキンショーは多くの裕福な愛好家から、XJR-9のロードバージョンを製造するように求められた。彼は（当初はジャガーの管理外で）XJR-9のモデファイバージョンを生産することを決定した。当初はR-9Rと呼ばれていたが、最終的には限定版のロードゴーイングレーシングカーであるジャガー・XJR-15と呼ばれた。 XJR-15は、1991年にXJ220と一緒にブロクサムで製造された。
その後、TWRは新しいアストンマーティン・DB7の設計と開発の役割を引き受けた。この車はイアン・カラムによって設計され、ブロクサムの旧ジャガースポーツ工場で製造された。
TWRの最後の完全に開発されたロードカーは、1996年から1997年の間に製造されたXJ220の限定版レーシングバージョンであるXJ220Sだった。 TWRは標準のXJ220を、カーボンファイバー製のボディワーク、空力ボディキット（レーシングカーXJ220Cから派生）を取り付け、内装を取り除くことで大幅に軽量化した。チューンされたJ-V6エンジンが取り付けられ、出力680仏馬力 (500 kW; 671 hp)のパッケージングを完成させた。
1987年、ウォーキンショーはゼネラルモーターズのオーストラリア部門ホールデンとのパートナーシップを確立し、以前ホールデンディーラーチームのパフォーマンスおよびチューニング部門であるホールデンスペシャルビークルを設立した。
TWRは、ルノー・クリオV6やサーブ・9-3ビゲンの開発など、他のメーカーの仕事も引き受けた。 TWRは、MGローバーのローバー・45 / MGZSの後継車の開発にも関与していた。彼らはローバー・75 / MG・ZTをより小型車に再設計するために契約した。しかし、アロウズとTWRの終焉は、このプロジェクトが RD / X60の生産に到達しなかったことを意味した。

## TWRのMotoGPへの関与
1997年、元オートバイの世界チャンピオンであるケニー・ロバーツが独自のレーシングチームを結成し、オートバイを製造した。ロバーツはイギリスに拠点を置き、F1業界を活用するために、TWRに3気筒2ストロークエンジンの開発を依頼した。 モーターサイクルではグランプリレースに勝つことはできなかったが、2002年オーストラリアGPでライダーのジェレミー・マクウィリアムスが予選トップで、ポールポジションを獲得することができた。

## 英国ツーリングカー選手権

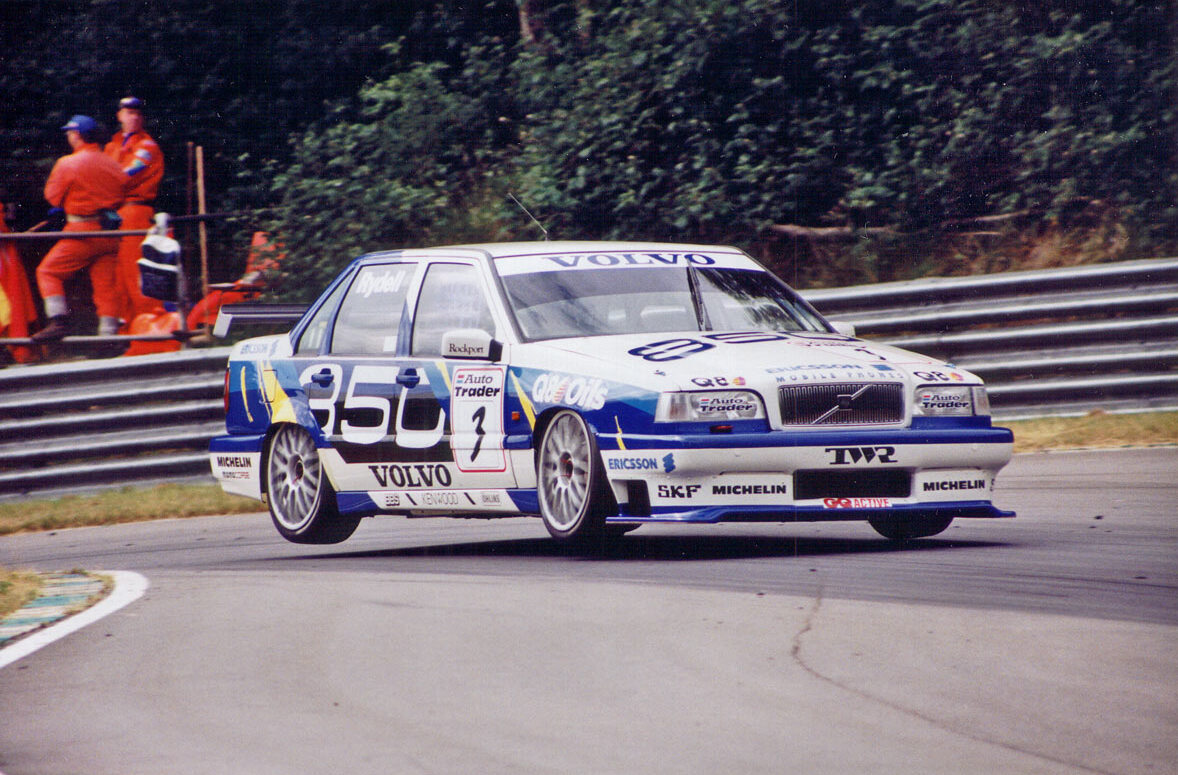
リカルド・リデル ボルボ 850

1994年、TWRはボルボと提携してBTCCに戻った。このパートナーシップは、物議を醸した850エステートレーシングカーで、FIAが1995年に空力補助装置の使用を許可したときにのみ競争力を失った。その後、TWRは1995年に6勝、1996年に5勝、S40は1997年にBTCCで1勝を獲得し、850サルーンのマシンを製作して運営した。
1998年、TWRボルボは、リカルド・リデルがS40をドライブして、英国ツーリングカー選手権でシリーズ優勝した。 TWRは、ロードゴーイングのボルボ・C70クーペとコンバーチブルの設計も支援した。

## TWRの開発した車両
| メーカー            | モデル                      | シリーズ                                     | エンジン/シャーシ | 写真 |
| ------------------- | --------------------------- | -------------------------------------------- | --- | ---- |
| マツダ              | RX-7                        | BTCC ETCC                                    | マツダ 2.3 L,ロータリー |      |
| ローバー            | ヴィテス                    | BTCC ETCC                                    | ローバー 3.5 L,NA |      |
| ローバー            | レンジローバー              | ダカール・ラリー                             | |      |
| ジャガー            | XJ-S                        | ETCC                                         | ジャガー V12, 5.3 L, NA TWR JC-84A #001,#002,#003,#004,#005,#006,#007 Engine designed by: Allan Scott |      |
| ジャガー            | XJR-6                       | WEC                                          | ジャガー V12, 6.2 L, NA, 660BHP #185, #186, #285, #286, #385, #386 Chassis designed by: トニー・サウスゲート Engine designed by: Allan Scott |      |
| ジャガー            | XJR-8                       | WSPC ル・マン                                | ジャガー V12, 7 L, NA, 750BHP #187, #287, #387 plus #186 & #286 re-developed as XJR-8LM Chassis designed by: トニー・サウスゲート Engine designed by: Allan Scott |      |
| ジャガー            | XJR-9                       | WSPC ル・マン                                | ジャガー V12, 7 L, NA, 750BHP #488, #588, #688 Chassis designed by: トニー・サウスゲート Engine designed by: Allan Scott |      |
| ジャガー            | XJR-9 IMSA                  | IMSA                                         | ジャガー V12, 7 L, NA, 750BHP #188, #288, #388 Chassis designed by: トニー・サウスゲート Engine designed by: Allan Scott |      |
| ホールデン          | VL コモドア SS グループA SV | ETCC BTCC ATCC AEC                           | ホールデン V8, 5 L, NA, 500BHP |      |
| ジャガー            | XJR-10                      | IMSA                                         | ジャガー V6, 3.0 Lターボ, 650BHP+ #389, #489, #589, #390, #690 Chassis designed by: トニー・サウスゲート and ロス・ブラウン Engine designed by: TWR |      |
| ジャガー            | XJR-11                      | WSPC                                         | ジャガー V6, 3.5 Lターボ, 750BHP+ #189, #289, #490, #590 #1190, #1290, #1390 Chassis designed by: トニー・サウスゲート and ロス・ブラウン Engine designed by: TWR |      |
| ジャガー            | XJR-11                      | JSPC                                         | ジャガー V6, 3.5 Lターボ, 750BHP+ #490, #590 Chassis designed by: トニー・サウスゲート and ロス・ブラウン Engine designed by: TWR |      |
| ホールデン          | VN コモドール SS Group A SV | ATCC, AEC                                    | ホールデン V8, 5 L, NA, 520BHP |      |
| ジャガー            | XJR-12                      | IMSA ル・マン                                | ジャガー V12, 7 L, NA, 750BHP XJR-12/190 and /290 were new chassis while chassis 588 renumbered XJ12-/990 and 288 (the GTP car which came 1位 1988 デイトナ 24 Hours), was renumbered XJR-12/1090 Chassis designed by: トニー・サウスゲート Engine designed by: Allan Scott |      |
| ジャガー            | XJR-14                      | SWC IMSA                                     | コスワース V8, 3.5 L, NA, 650BHP+ #591, #691, #791, #192 Chassis designed by: ロス・ブラウン and John Piper Engine designed by: Cosworth |      |
| ジャガー            | XJR-15                      | ジャガー・インターコンチネンタル・チャレンジ | ジャガー V12, 6 L, NA, 450BHP XJR-15 / 50 cars manufactured, 16 raced, 001 -> 050 Designed by: トニー・サウスゲート with body styling by Peter Stevens Engine designed by: Allan Scott                                                                                      |      |
| ジャガー            | XJR-16                      | IMSA                                         | ジャガー V6, 3.5 Lターボ #191, #291 Designed by: トニー・サウスゲート Engine designed by: TWR |      |
| ジャガー            | XJ220C                      | ル・マン                                     | ジャガー V6, 3.5 Lターボ, 500BHP (restricted) #839,#838,#837,#836 Chassis designed by: Keith Helfet, Jim Randle and Richard Owen Engine designed by: TWR |      |
| 日産                | R-390 (XJR-15ベース)        | ル・マン                                     | 日産 V8, 3.5 Lツインターボ #R1, #R2, #R3, #R4 Designed by: トニー・サウスゲート and イアン・カラム |      |
| ポルシェ (ヨースト) | WSC-95 (XJR-14ベース)       | ル・マン                                     | ポルシェ 3.0 L 水平 6 気筒ターボ #001, #002 Chassis designed by: ロス・ブラウン and John Piper |      |
| マツダ              | MXR-01 (XJR-14ベース)       | SWC ル・マン                                 | マツダ (ジャッド) V10, 3.5 L, NA 001,002,003,004,005 Chassis designed by: ロス・ブラウン and John Piper |      |

## レース結果
| 年          | シリーズ/レース                                                            | 協力メーカー                    | マシン                  | ドライバー | 結果 |
| ----------- | -------------------------------------------------------------------------- | ------------------------------- | ----------------------- | --- | --- |
| 1980 - 1981 | BTCC ETCC                                                                  | マツダ                          | RX-7                    | ウィン・パーシー ピエール・デュドネ トム・ウォーキンショー チャック・ニコルソン | BTCC 選手権 1位 (Percy), 1980 and 1981 ETCC 選手権 1位 1981                                                                       |
| 1982        | ダカール・ラリー                                                           | ローバー                        | レンジローバー          | ルネ・メチェ ベルナール・ジルー | 総合優勝 (Metge, Giroux) |
| 1981-1987   | BTCC                                                                       | ローバー                        | ヴィテス                | アンディ・ロウズ ピート・ロヴェット ジェフ・アラム ニール・マクグラス ピーター・ホール デニス・リーチ グラハム・スカボロー ティム・ハーベイ | 選手権 1位 1983 (later DQ on technicality) 選手権 1位 (Rouse) 1984                                                                |
| 1982-1984   | ETCC                                                                       | ジャガー                        | XJ-S                    | トム・ウォーキンショー ハンス・ヘイヤー ウィン・パーシー ジャン＝ルイ・シュレッサー エンツォ・カルデラリ チャック・ニコルソン アルミン・ハーネ マーティン・ブランドル | 選手権 2位 1983 選手権 1位(Walkinshaw) 1984 スパ24 時間 1位(Walkinshaw, Percy, Heyer) 1984                                        |
| 1984        | ジェームズハーディー1000                                                   | ローバー                        | ヴィテス                | ジェフ・アラム アルミン・ハーネ スティーブ・ソパー ロン・ディクソン | クラス1位 (Allam, Hahne) |
| 1985        | ジェームズハーディー1000                                                   | ジャガー                        | XJ-S                    | トム・ウォーキンショー ウィン・パーシー ジェフ・アラム ロン・ディクソン ジョン・ゴス アルミン・ハーネ | 優勝 (Goss, Hahne) 3位(Walkinshaw, Percy)                                                                                         |
| 1985-1986   | ETCC                                                                       | ローバー                        | ヴィテス                | トム・ウォーキンショー ウィン・パーシー ジャン＝ルイ・シュレッサー エディ・ジョーセン ピエール＝アラン・ティボー スティーブ・ソパー ハンス・ヘイヤー マーティン・ブランドル ジャンフランコ・ブランカテリ デニー・ハルム ネヴィル・クライトン デイブ・マクミラン                                              | 1985 3位 (Walkinshaw, Percy) 1986 2位 (Percy)                                                                                     |
| 1985        | WEC                                                                        | ジャガー                        | XJR-6                   | マーティン・ブランドル ハンス・ヘイヤー マイク・サックウェル ジャン＝ルイ・シュレッサー | 選手権チーム7位 |
| 1986        | WSPC                                                                       | ジャガー                        | XJR-6                   | デレック・ワーウィック エディ・チーバー ジャン＝ルイ・シュレッサー ジャンフランコ・ブランカテリ ブライアン・レッドマン アルミン・ハーネ ハンス・ヘイヤー ヤン・ラマース | 選手権チーム3位 ル・マン リタイア                                                                                                 |
| 1987        | WSPC                                                                       | ジャガー                        | XJR-8                   | マーティン・ブランドル ジョン・ワトソン ヤン・ラマース エディ・チーバー ラウル・ボーセル アルミン・ハーネ ジョン・ニールセン ウィン・パーシー ジョニー・ダンフリーズ | ドライバーズ選手権 1位(Boessel) トップ4人(Boessel, Lammers, Watson, Cheever) チーム選手権 1位 ル・マン 5位                        |
| 1988        | WSPC                                                                       | ジャガー                        | XJR-9                   | マーティン・ブランドル ジョン・ニールセン ジョン・ワトソン アンディ・ウォレス ヤン・ラマース ジョニー・ダンフリーズ エディ・チーバー ラウル・ボーセル アンリ・ペスカロロ ダニー・サリバン プライス・コブ デレク・デイリー ケビン・コーガン ラリー・パーキンス                                                | ドライバーズ選手権 1位(ブランドル) チーム選手権 1位 ル・マン 優勝 (Lammers, Wallace, Dumfries)                                    |
| 1988        | IMSA                                                                       | ジャガー                        | XJR-9                   | エディ・チーバー ジョニー・ダンフリーズ ジョン・ワトソン マーティン・ブランドル ラウル・ボーセル ジョン・ニールセン ヤン・ラマース デイビー・ジョーンズ ダニー・サリバン | ドライバーズ選手権 2位(Nielsen) チーム選手権 3位 デイトナ24時間 優勝(ブランドル, Boesel, ニールセン)                              |
| 1988        | ETCC                                                                       | ホールデン                      | コモドール              | トム・ウォーキンショー ジェフ・アラム | 15位 at RAC Tourist Trophy |
| 1989        | WSPC                                                                       | ジャガー                        | XJR-11 / 9              | ヤン・ラマース パトリック・タンベイ アンディ・ウォレス アラン・フェルテ ジョン・ニールセン デイビー・ジョーンズ プライス・コブ アンドリュー・ギルバート＝スコット デレク・デイリー ジェフ・クライン ミシェル・フェルテ エリセオ・サラザール                                                                  | 注: V12 から V6 ターボ移行 ドライバーズ選手権 8位(Tambay) チーム選手権 4位                                                        |
| 1989        | IMSA                                                                       | ジャガー                        | XJR-10 / 9              | デレック・デイリー マーティン・ドネリー パトリック・タンベイ ヤン・ラマース デイビー・ジョーンズ ラウル・ボーセル プライス・コブ ジョン・ニールセン アンディ・ウォレス | 注: V12 からV6 ターボ移行 ドライバーズ選手権 3位(Cobb) and 4位(ニールセン) チーム選手権 2位                                       |
| 1990        | WSPC                                                                       | ジャガー                        | XJR-11 / 12             | マーティン・ブランドル アラン・フェルテ ヤン・ラマース アンディ・ウォレス デイビッド・レズリー フランツ・コンラット ジョン・ニールセン プライス・コブ エリセオ・サラザール デイビー・ジョーンズ ミシェル・フェルテ ルイス・ペレス＝サラ                                                                      | 注: XJR-12 はル・マンで使用 ル・マン 優勝 (ブランドル, ニールセン, Cobb) XJR-12 ドライバーズ選手権 4位(ウォレス) チーム選手権 2位 |
| 1990        | IMSA                                                                       | ジャガー                        | XJR-10 / 16             | マーティン・ブランドル プライス・コブ ジョン・ニールセン デイビー・ジョーンズ ヤン・ラマース アンディ・ウォレス アラン・フェルテ | チーム選手権 2位 ドライバーズ選手権 3位 (Jones) and 5位 (ニールセン) デイトナ24時間 優勝(ブランドル, Boesel, ニールセン)          |
| 1991        | SWC                                                                        | ジャガー                        | XJR-14 / 12             | デレック・ワーウィック マーティン・ブランドル テオ・ファビ ジョン・ニールセン ボブ・ウォレク ケネス・アチソン デイビー・ジョーンズ ラウル・ボーセル ミシェル・フェルテ デイビッド・レズリー マウロ・マルティニ ジェフ・クロスノフ                                                                            | 注: XJR-12 は ル・マンのみ ドライバーズ選手権 1位(Farbe) チーム選手権 1位 ル・マン 2位、3位、4位                                  |
| 1991        | IMSA                                                                       | ジャガー                        | XJR-10 / 12 / 16        | マーティン・ブランドル ジョン・ニールセン エディ・チーバー ケネス・アチソン デイビー・ジョーンズ スコット・プルーエット デレック・ワーウィック ラウル・ボーセル | 注: XJR-12 デイトナ24時間のみ使用 デイトナ24時間 2位 ドライバーズ選手権 3位(Jones) チーム選手権 2位                               |
| 1991        | ジャガー スポーツ インターコンチネンタル チャレンジ （ワンメイクシリーズ） | ジャガー                        | XJR-15                  | デレック・ワーウィック デビッド・ブラバム デイビー・ジョーンズ ファン・マヌエル・ファンジオ2世 アルミン・ハーネ ボブ・ウォレク ティフ・ニーデル ジム・リチャーズ 眞田睦明 コーネリアス・オイザー デイビッド・レズリー アンディ・エヴァンス 寺田陽次郎 イアン・フラックス マット・エイトケン ジョン・ワトソン | Armin Hahne 優勝 |
| 1992        | IMSA                                                                       | ジャガー                        | XJR-12 / 14             | デイビー・ジョーンズ デビッド・ブラバム スコット・プルーエット スコット・グッドイヤー | 注: XJR-12 デイトナ24時間のみ使用 デイトナ24時間 2位 ドライバーズ選手権 2位(Jones) チーム選手権 3位                               |
| 1992        | SWC                                                                        | マツダ                          | MXR01 (ベース、XJR-14)  | マウリツィオ・サンドロ・サーラ ジョニー・ハーバート アレックス・カフィ フォルカー・ヴァイドラー | ドライバーズ選手権 8位(Sala) チーム選手権 3位 ル・マン24時間 4位                                                                  |
| 1993        | IMSA                                                                       | ジャガー                        | XJR-12                  | デイビー・ジョーンズ デビッド・ブラバム スコット・プルーエット スコット・グッドイヤー ジョン・ニールセン ジョン・アンドレッティ | デイトナ24時間のみエントリー 10位                                                                                                 |
| 1993        | ル・マン                                                                   | ジャガー                        | XJ220C                  | デビッド・ブラバム アンドレアス・フックス アルミン・ハーネ ジェイ・コクラン ウィン・パーシー デイビッド・レズリー ジョン・ニールセン ポール・ベルモンド デビッド・クルサード | GTクラス 優勝(ニールセン,クルサード, ブラバム) しかし、2週間後に排気系のレギュレーション違反が発覚して失格となった                |
| 1996        | ル・マン                                                                   | ポルシェ (ヨースト・レーシング) | WSC-95 (ベース、XJR-14) | デイビー・ジョーンズ アレクサンダー・ブルツ マヌエル・ロイター | 優勝 |
| 1997        | ル・マン                                                                   | ポルシェ (ヨースト・レーシング) | WSC-95 (ベース、XJR-14) | ミケーレ・アルボレート ステファン・ヨハンソン トム・クリステンセン | 優勝 |
| 1997        | ル・マン                                                                   | 日産                            | R390 (ベース、XJR-15)   | 星野一義 エリック・コマス 影山正彦 | 12位 |
| 1998        | ル・マン                                                                   | 日産                            | R390 (ベース、XJR-15)   | 鈴木亜久里 星野一義 影山正彦 ジョン・ニールセン ミハエル・クルム フランク・ラゴルス ヤン・ラマース エリック・コマス アンドレア・モンテルミーニ 本山哲 黒澤琢弥 影山正美 | 3位, 5位, 6位 10位 |